# Liste der Monuments historiques in Rouvres-la-Chétive
Die Liste der Monuments historiques in Rouvres-la-Chétive führt die Monuments historiques in der französischen Gemeinde Rouvres-la-Chétive auf.

## Liste der Immobilien
| Bezeichnung        | Beschreibung                      | Standort               | Kennzeichnung | Schutzstatus | Datum | Bild |
| ------------------ | --------------------------------- | ---------------------- | ------------- | ------------ | ----- | ---- |
| Croix Saint-Pierre | Wegekreuz; Stein, 16. Jahrhundert | Route d’Épinal (Lage)  | PA00107268    | Classé       | 1909  |      |
| Wegekreuz          | Stein, bezeichnet 1664            | Rue de la Croix (Lage) | PA00107269    | Classé       | 1909  |      |

## Liste der Objekte
| Bezeichnung        | Beschreibung           | Standort                        | Kennzeichnung | Schutzstatus | Datum | Bild |
| ------------------ | ---------------------- | ------------------------------- | ------------- | ------------ | ----- | ---- |
| Grablegungsgruppe  | Stein, 16. Jahrhundert | in der Kirche St-Maurice (Lage) | PM88000829    | Classé       | 1908  |      |
| Kreuzigungsretabel | Stein, 16. Jahrhundert | in der Kirche St-Maurice (Lage) | PM88000828    | Classé       | 1908  |      |